# Giorgio Pellini
Giorgio Pellini   (Liorna, 20 de juliol de 1923 - Liorna, 14 de juny de 1986) va ser un tirador d'esgrima italià, especialista en floret i sabre, que va competir durant les dècades de 1940 i 1950.
El 1948 va prendre part en els Jocs Olímpics d'Estiu de Londres, on guanyà la medalla de plata en la prova del floret per equips del programa d'esgrima. Quatre anys més tard, als Jocs de Hèlsinki, disputà dues proves del programa d'esgrima. En ambdues, el floret per equips i el sabre per equips, guanyà la medalla de plata.
En el seu palmarès també destaquen sis medalles al Campionat del Món d'esgrima, tres d'or i tres de plata, entre les edicions de 1947 i 1951. Als Jocs del Mediterrani de 1955 també guanyà una medalla de plata.